# Мейсон, Дэниел Грегори
Дэниел Грегори Мейсон (англ. Daniel Gregory Mason; 20 ноября 1873, Бруклайн, Массачусетс — 4 декабря 1953, Гринвич, Коннектикут) — американский композитор, музыковед и музыкальный педагог. Внук Лоуэлла Мейсона.
Учился в Гарвардском университете у Джона Ноулза Пейна, затем в Консерватории Новой Англии у Перси Гётчиуса и Джорджа Уайтфилда Чедуика и наконец в Париже у Венсана д’Энди. В 1905—1942 годах преподавал композицию в Колумбийском университете, с 1929 года — профессор, в 1929—1940 годах — глава музыкального отделения.
В композиторском наследии Мейсона — три симфонии, фортепианный и два струнных квартета, скрипичная и кларнетовая сонаты, фортепианные и органные сочинения, песни. Среди его книг о музыке — монографии «Камерная музыка Брамса» (англ. The Chamber Music of Brahms; 1928) и «Квартеты Бетховена» (англ. The Quartets of Beethoven; 1947), адресованные широкому читателю книги «Бетховен и его предшественники» (англ. Beethoven and his Forerunners; 1904), «Композиторы-романтики» (англ. The Romantic Composers; 1906), автобиографическая книга «Музыка в моё время» (англ. Music in my Time; 1938) и др.